# SN 2006hz
SN 2006hz – supernowa typu II odkryta 19 września 2006 roku w galaktyce A001241-0032. W momencie odkrycia miała maksymalną jasność 21,60m.